# Бурдуково (Ветлузький район)
Бурдуково (рос. Бурдуково) — присілок в Ветлузькому районі Нижньогородської області Російської Федерації.
Населення становить 12 осіб. Входить до складу муніципального утворення Мошкинська сільрада.

## Історія
Від 2009 року входить до складу муніципального утворення Мошкинська сільрада.

## Населення
| 1897 | 1907 | 1916 | 1999 | 2002 | 2010 |
| ---- | ---- | ---- | ---- | ---- | ---- |
| 160  | ↗196 | ↘178 | ↘31  | ↘26  | ↘12  |